# هيرلينكورت
هيرلينكورت (بالفرنسية: Herlincourt)‏ هي بلدية تقع في إقليم باد كاليه من منطقة نور با دو كاليه في شمال فرنسا. تبلغ مساحة هذه المدينة 2.95 (كم²)، وترتفع عن سطح البحر 110 م، يبلغ عدد سكانها 113 نسمة حسب إحصاء المعهد الوطني للإحصاء والدراسات الاقتصادية سنة 2009 م. وترأس Luc Demont البلدية خلال فترة (2008-2014).